# عبد القادر بن علي الفاسي
عبد القادر بن علي بن يوسف بن محمد أبو السعود بن أبي الحسن بن أبي المحاسن المغربي الفاسي المالكي ، ( 1007 هـ - 1599 م / 1091 هـ - 1680 م ) العلامة المحدث المفسر الصوفي ومؤسس الزاوية الشاذلية بالقصر الكبير، وصفه صاحب السلوة ب"إمام الأئمة، وشمس الأمة، ركن الإسلام، وعلم الأعلام، أستاذ الأستاذين، وتاج العارفين"، سيرته مدونة في كتاب تحفة الأكابر بمناقب الشيخ سيدي عبد القادر، من تأليف إبنه الفلكي والمؤرخ والموسيقي عبد الرحمن الفاسي.

وقيل في زمانه:

## سيرته
ولد بالقصر الكبير يوم الإثنين 2 رمضان 1007 هـ، وينتمي عبد القادر إلى آل الفاسي الذين كانوا يسمون بآل ابن الجد في الأندلس، وبنو الجد فهريون، وكان استيطانهم في لبلة، ثم انتقلوا إلى إشبيلية، ومنها لمالقة، ثم إلى فاس حوالي 880هـ/1483 وبها تسموا بالشماع، ثم من فاس إلى القصر الكبير، وبها تسموا بالفاسي، ومنها عادوا إلى فاس مرة أخرى.
نشأ عبد القادر بالقصر الكبير في حجر أبيه، علي بن يوسف الفاسي، مصونا عن عبث الصبيان وعن لهو الأقران، ملازما لدار جده، وبها ولد وربى. تعلم القرآن والعربية على معلمه غانم السفياني. ورحل إلى فاس برسم القراءة و ذلك في أوائل رجب سنة 1025هـ، فنزل باالمدرسة المصباحية. و أكب على التعليم و الجد و الاجتهاد و تحصيل الفوائد، فانتفع في أقرب مدة، وحصل في الزمن اليسير، من العلم ما لم يحصله غيره في الزمن الكثير . أخذ عبد القادر بن علي الفاسي علوما كثيرة من تفسير وحديث، و فقه و عقائد، و بيان و نحو و أصول و منطق، و لغة و تفسير و تصوف . و من الذين أخد عنهم : عم أبيه و عمه سيدي العربي الفاسي، و أجازه في كل ما تجوز له روايته باللفظ و الخط . و أخد أيضا عن : القاضي أبي القاسم بن أبي النعيم الغساني والشيخ أبي مالك عبد الواحد ابن عاشر وأبي الحسن ابن الزبير وأبي العباس المقري وأبي عبد الله الجنان.
و لما قضى من العلم نهمته و استوفى رغبته، خرج من فاس قاصدا وطنه القصر الكبير ، فلما انفصل من فاس بنحو نصف مرحلة خرج عليه اللصوص و على رفقته فاستلبوا ما عندهم، فرجع لفاس . فقال له عم أبيه العارف : هذه إشارة لك في استيطان فاس و عدم الخروج منها. فعمل بتلك الإشارة، و تزوج بفاس، ملازما لعم أبيه وتصدر لبث العلم و نشره، فشاع في المغرب خبره، و تنافس في الرواية و الأخذ عنه الأئمة الكبار، و أعملوا الرحلة إليه من بعيد الأقطار . فلا تجد عالما أو متعلما بإفريقية والمغرب، إلا و هو من تلامذته أو تلامذتهم . فقد تخرج به عدة أعلام ممن لا يحصون، و قد أفردهم بالتأليف ولده عبد الرحمن الفاسي في كتاب سماه : ابتهاج البصائر فيمن قرأ على الشيخ عبد القادر .

## مؤلفات في الشيخ عبد القادر
فمن المعروف عن سيدي عبد القادر أنه لم يتصدر لتأليف خاص، وإنما كانت تصدر منه أجوبة عن مسائل كان يسأل عنها فيجيب، تكفل بجمعها ابنه عبد الرحمن وبعض أصحابه منها: الأجوبة الصغرى -مطبوعة-، والنوازل الكبرى . أما بخصوص أشهر ما ألف فيه : فنجد تأليفين لولده عبد الرحمن هما :
- تحفة الأكابر في مناقب الشيخ عبد القادر
- بستان الأزاهر في أخبار الشيخ عبد القادر

و لإبنه عبد الرحمن أيضا تأليفا سبق أن ذكرناه و الذي خص به تلامذته الذين قرؤوا عليه و هو : كتاب ابتهاج البصائر فيمن قرأ على الشيخ عبد القادر .

## وفاته
كانت وفاته بعد زوال يوم الأربعاء 8 رمضان 1091 هـ ، و دفن من الغد بالزاوية المنسوبة إليه الآن حومة القلقليين من عدوة فاس القرويين، في موضع تدريسه العلم بها .